# Rose Rock (Grenada)
Rose Rock ist ein zu Grenada gehörendes Felseneiland der Kleinen Antillen in der Karibik.

## Geographie
Der Felsen liegt in der Wasserstraße zwischen Large Island und Frigate Island, vor der Südküste von Frigate Island, im nördlichen Teil von Grenada.